# Bergþóra Árnadóttir
En aquest nom islandès, el darrer nom és un patronímic, no pas un cognom. La manera de referir-se a aquesta persona és pel nom de pila.
Bergþóra Árnadóttir (15 de febrer de 1948 – 8 de març de 2007) fou una cantant i compositora islandesa de cançons tradicionals. Moltes de les seves cançons es van compondre amb lletres de poetes islandesos. A mitjans de la dècada del 1970, va realitzar en un dels primers espectacles musicals televisius islandesos, Kvartett Guðmundar Steingríms.
Fou la mare de Birgitta Jónsdóttir.